# Fallet Kevin
Fallet Kevin är ett svenskt dödsfall och efterföljande rättsutredningar, som började söndagen den 16 augusti 1998 då den fyraårige pojken Kevin Hjalmarsson hittades död i Arvika. Två bröder, då fem och sju år gamla, anklagades för brott och påstods ha erkänt mord för polisen Rolf Sandberg. De befanns aldrig skyldiga till brott av domstol och var därmed, i juridisk mening, bara skäligen misstänkta. Fallet togs upp igen 2017 efter ifrågasättande i massmedia, och den 27 mars 2018 friades båda bröderna helt från misstankar om brott. I mars 2022 tilldelades bröderna "Ex Gratia" ett skadestånd på en miljon kronor vardera från staten.

## Händelsen

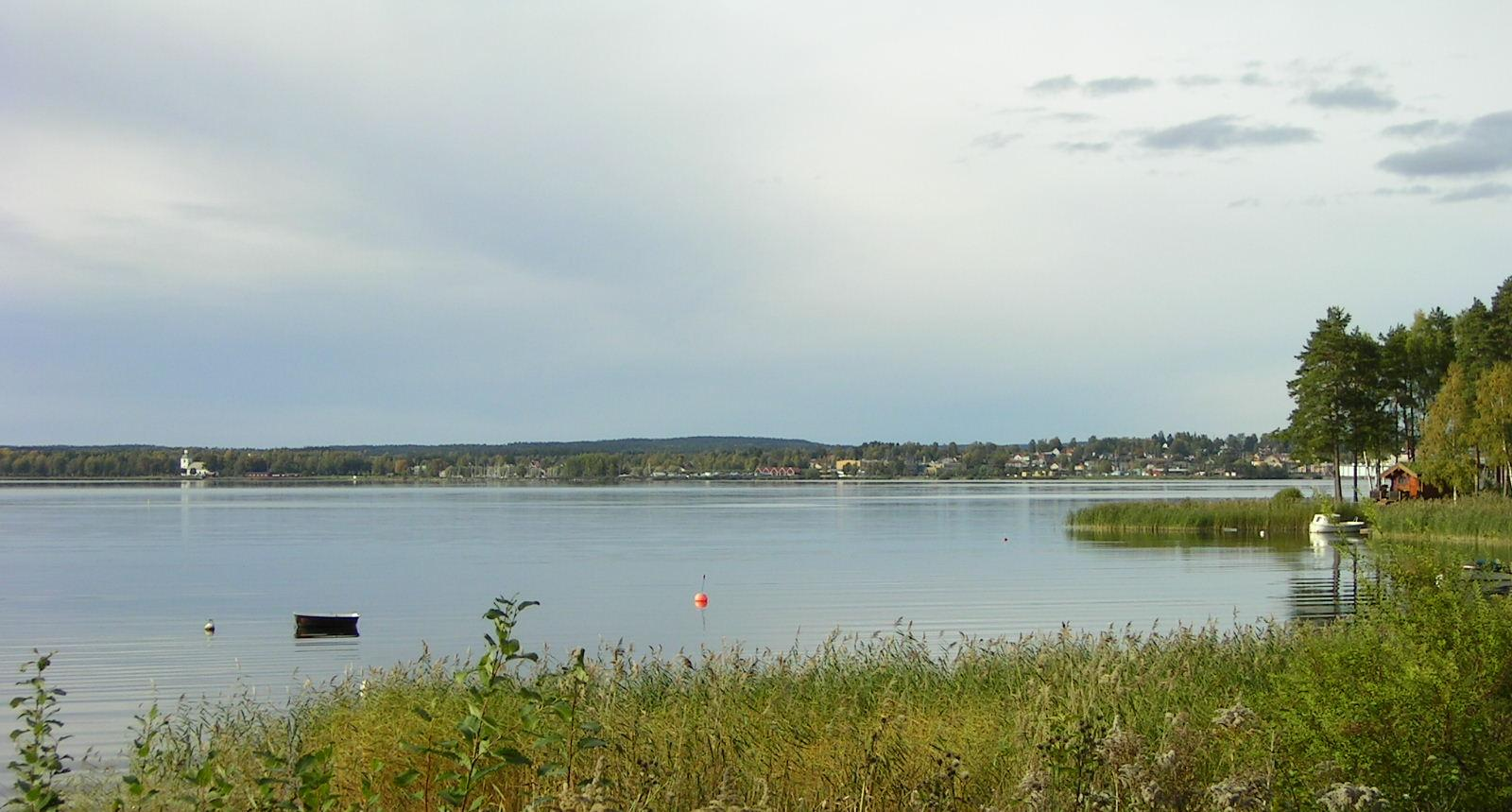
Kyrkviken, en del av Glafsfjorden i Arvika

Kevin, som skulle fylla fem i oktober 1998, lämnade sitt föräldrahem vid fyratiden på söndagseftermiddagen den 16 augusti för att gå ut leka med andra barn i bostadsområdet Dottevik i Arvika. Han sågs sista gången vid liv av sina kamrater kring femtiden. När hans mamma började leta efter honom klockan halv nio var han försvunnen och hon tog hjälp av Kevins morföräldrar, som också bodde i området, för att leta efter honom. Kvart över fann morfadern Kevin livlös på ovanpå två lastpallar i vassen i Kyrkviken några hundra meter från föräldrarnas bostad.
Ambulansen larmades kl 21:22 och var på väg till sjukhuset, där polisen mötte den. Kommunikationscentralen larmades av SOS klockan 21:31 om ett drunkningstillbud. Underrättelsetjänsten vid Länskriminalen i Värmland kartlade offret i en så kallad "offeranalys".
Inledningsvis trodde polisen att det var en drunkningsolycka, men skadorna på kroppen fick dem att begära en utvidgad rättsmedicinsk obduktion. Rättsläkaren fann att Kevin utsatts för sexualbrott och sedan mördats. En kartläggning av var tidigare kända sexualbrottslingar i området befunnit sig vid tillfället gjordes.
Snart efter det inriktade polisens utredning på att det var barn som hade dödat Kevin. De menade att Kevin dödades vid en brygga med en pinne som tryckts mot hans hals så att han kvävdes. Efteråt ska Kevins kropp, utifrån denna hypotes ha flyttats 30 meter från den förmodade platsen för dödsfall vid vattnet i Kyrkviken. Hur hans kropp kan ha hamnat där, är inte fastställt. Det fanns inga släpmärken på marken och inte heller några märken på Kevins kropp som styrker denna teori.

## Första utredningen (1998)
Polisen förhörde totalt 482 personer, varav många barn, och en av Kevins lekkamrater, som var fem år gammal, berättade för sina föräldrar att han sett något så de tog honom till polisen i tron att han var vittne. Snart riktade polisen misstankarna mot pojken och hans två år äldre bror. De anklagades för brottet och ansågs sedan ha erkänt mordet. Till utredningen kopplades tidigt psykologen Sven Å. Christianson, professor vid psykologiska institutionen vid Stockholms universitet och en av dem som pekats ut som ansvarig för rättsväsendets agerade i Quickaffären. Eftersom de var barn och inte kunde straffas dömdes aldrig pojkarna för mordet och var därmed, i juridisk mening, endast skäligen misstänkta. När barn är misstänkta för grova brott går det att göra en så kallad bevistalan, det vill säga en prövning i domstol men utan att ett fällande leder till straff. Den måste begäras av vårdnadshavare, som inte informerades, eller socialnämnden.
Fallet betraktades som löst efter en presskonferens av polisen och barnen blev omhändertagna av sociala myndigheter för behandling inom barn- och ungdomspsykiatrin. Det ledde till att hela familjen fick flytta in en lägenhet på ett behandlingshem där de övervakades och utreddes under ett halvt års tid. Därefter flyttades de till en annan stad i Karlstadsområdet.

### Medial uppmärksamhet
Fallet och dess utredning fick vid tidpunkten stor medial uppmärksamhet. Justitiedepartement fick efterhand kritik för att dagligen ringt upp utredningsspaningsledare för att hålla sig uppdaterad om fallet.
I P3 Dokumentär Mordet på Kevin som sändes i P3 andra oktober 2015 framställdes delar av utredningen som en framgång. I samband med att journalister som Dan Josefsson och andra har granskat fallet avpublicerade Sveriges Radio dokumentären.

## Omprövning av skuldfrågan (2017)
I april 2017 publicerade Dagens Nyheter en artikel som granskade utredningen. Artikeln visar på en mängd oegentligheter i hur förhör och vallning av pojkarna genomfördes. Bland annat hölls extremt många och långa förhör, något som experter på förhör av barn menar är kontraproduktivt och kan leda till falska erkännanden. Bland annat menade psykologiprofessor Ann-Christin Cederborg att förhören stred mot redan då tillgänglig vetenskap och att man använde metoder som inte hade vetenskapligt stöd. Barnen utsattes även för hot och belöningar beroende på vad de svarade i förhör, och frågorna var mycket slutna. Pojkarna och deras familj saknade juridiskt biträde under hela utredningsprocessen. De slutgiltiga erkännandena spelades aldrig in.
Samtidigt med DN:s gräv i fallet var Dan Josefssons dokumentärserie Fallet Kevin för SVT under produktion, som bland annat innehöll utdrag ur videoförhören med de anklagade pojkarna. Första delen av serien sändes i SVT:s Dokument inifrån bara någon vecka efter att DN publicerat sina första artiklar om fallet. Serien skulle senare vinna Guldspaden för att de, för första gången sedan dödsfallet 19 år tidigare, ifrågasatt polisens version av hur utredningen gått till.
Erik Helmerson sade 2017 att medierna vid tiden inte hade varit tillräckligt kritiska mot användandet av bortträngda minnen inom rättspsykologin och därmed inte hade fungerat som en kontrollfunktion.
Den 8 maj 2017 beslutade åklagarkammaren att återuppta förundersökningen i Kevinfallet genom en ny utredning med hänvisning till nya uppgifter som uppkommit i samband med Dagens nyheters och dokumentärseriens granskningar. Utredningen presenteras den 27 mars 2018. De tidigare utpekade bröderna friades från alla misstankar, då de tidigare förhören bedöms vara "otydliga, motsägelsefulla och inkonsekventa". I ett nytt yttrande menar Rättsmedicinalverket också att det är osannolikt att små barn skulle kunna ha orsakat de skador Kevin hade.

### Alternativ förklaring
Som alternativ förklaring menande den förundersökningsansvarig åklagaren att dödsfallet kan ha skett genom olyckshändelse där Kevin klämdes ihjäl mellan de lastpallar han sedan hittats på. I ett uppmärksammat uttalande menade dock kriminologen Leif G.W. Persson att det mer sannolikt var ett mord och att gärningsmannen var den 13-åring som dykt upp i båda utredningarna. 13-åringen kände Kevin, sågs leka med Kevin samma dag som han dog och uppgav ett falskt alibi i förhören. 13-åringen skulle nio månader senare gripas på bar gärning för en våldtäkt av en treåring i samma bostadsområde. Åklagaren menade dock att det inte gick att bevisa att han varit inblandat i Kevins död.

## Skadestånd
Efter att misstankarna avskrivits krävde bröderna skadestånd från Arvika kommun. Kommunstyrelsen bad bröderna om ursäkt, men meddelade att man genom en utredning kommit fram till att socialtjänsten inte gjort något fel i samband med att bröderna förklarades skyldiga till dödsfallet, och därmed inte kunde betala ut något skadestånd.
I mars 2022 tilldelades de två bröderna som tidigare pekats ut som skyldiga till fyraårige Kevins död en ersättning "Ex Gratia" om en miljon kronor vardera från staten. Justitie- och inrikesminister Morgan Johansson framförde att "Om staten gör fel måste också staten försöka göra rätt" och önskade bröderna allt gott och lycka till i framtiden.